# Benedikt X.
Benedikt X., eigentlich Johannes (Mincius), auch als Giovanni Mincio von Tusculum nach seinem Herkunftsort oder Johannes Mincius von Velletri nach seinem Bistum bezeichnet, († zwischen 1073 und 1085 in Rom) war ein nachträglich als solcher eingestufter Gegenpapst vom 5. April 1058 bis zum April 1060. Er ging dennoch in die Zählung der Päpste namens Benedikt ein.

## Herkunft
Benedikt gehörte der Familie der Grafen von Tusculum an, die im 11. Jahrhundert eine mitentscheidende Rolle in der stadtrömischen Politik spielte. Als sein Vater gilt Graf Guido von Tusculum, dessen Bruder der mehrfache Papst Benedikt IX. war, der am 23. Dezember 1046 auf einer Bischofssynode in Rom unter maßgeblicher Leitung von König Heinrich III. abgesetzt worden war; die Verwandtschaftsverhältnisse sind allerdings umstritten. Johannes war Bischof von Velletri, der seinem Herkunftsort nächstgelegenen Diözese, und wurde 1050 von Papst Leo IX. zum Kardinal erhoben.

## Papstwahl und Pontifikat
Wenige Tage nach dem Tod von Papst Stephan IX. am 29. März 1058 wurde Johannes von Velletri von Gegnern der Kirchenreform aus dem römischen Adel zum Papst erhoben, wobei seine Familie in Person von Gregor von Tusculum, Gerhard von Galeria und Ottaviano Crescenzi entscheidende Hilfestellung leistete und das römische Volk der Wahl zustimmte, weil es durch finanzielle Zuwendungen dazu bewogen worden sein soll. Seinen Papstnamen wählte er in Erinnerung an seinen älteren Bruder (bzw. Verwandten) Benedikt IX.
Die mittlerweile sehr starke Reformbewegung unter dem zuerst allerdings abwesenden Archidiakon Hildebrand, dem späteren Papst Gregor VII., hatte sich aus Rom zurückgezogen; ihr geistiger Führer war der Kardinalbischof von Ostia, Petrus Damiani, von dessen Hand eine Schilderung der Wahl überliefert ist, in der ein massiver Vorwurf der Simonie erhoben wird. Die allgemeinen politischen Umstände nach dem Tode von Kaiser Heinrich III. im Oktober 1056 hatten zur damaligen unsicheren Situation des Papsttums beigetragen, weil die Regierung des jungen Heinrich IV. völlig ungefestigt war. Da sich Hildebrand im Frühjahr 1058 noch auf einer Gesandtschaftsreise in Deutschland aufhielt, soll Papst Stefan IX. angeordnet haben, es solle nach seinem Tode keine Papstwahl ohne dessen Anwesenheit stattfinden. Daher war es auch ein Vorwurf der Gegner Benedikts X., gegen diese Anordnung verstoßen zu haben. Immerhin scheint die Reformpartei im Zuge eines Treffens mit Heinrich IV. und seiner Mutter Agnes zu Pfingsten in Augsburg deren Zustimmung zu einer Papstneuwahl erhalten zu haben.
Die reformfreudigen Kardinäle wählten am 6. Dezember 1058 in Siena den Bischof von Florenz, Gerhard von Burgund, zum neuen Papst Nikolaus II. Benedikt wurde im Januar 1059 von dieser Partei auf einer Synode in Sutri abgesetzt und exkommuniziert, obwohl er persönlich ein integrer Mann gewesen sein soll. Er floh aus Rom nach dessen Eroberung am 24. Januar und suchte zuerst Zuflucht in der Burg Passerano südlich von Tivoli und dann in dem nördlich Roms gelegenen Orte Galeria südlich des Lago di Bracciano, wo einer seiner Verwandten eine Burg besaß.
Weil sich Nikolaus die Unterstützung des Markgrafen der Toskana, Gottfrieds III. des Bärtigen, Herzog von Niederlothringen, und des normannischen Fürsten von Capua, Richard von Aversa, gesichert hatte, konnte Benedikt schließlich gefangen genommen werden. Er wurde auf der Lateransynode von April 1060 endgültig für abgesetzt und alle seine Dekrete, zum größten Teil Besitzbestätigungen für diverse Antragsteller, wurden für nichtig erklärt. Bei der Gelegenheit soll er zudem in einem förmlichen Akt der Papstgewänder entkleidet und seines priesterlichen Amtes für verlustig erklärt worden sein. Benedikt starb nach 1073 und vor 1085 im Kloster Sant’Agnese fuori le mura in Rom. Er wurde während des Pontifikats von Gregor VII. mit päpstlichen Ehren dort bestattet.
Nikolaus II. erließ am 13. April 1059 auf einer Synode im Lateran ein wichtiges Dekret über die Neufassung des Verfahrens zur Papstwahl, das als Papstwahldekret bezeichnet wird. Damit sollte dem übermäßigen Eingreifen weltlicher Gruppen in den Ablauf der Wahl ein Riegel vorgeschoben werden.

## Nachleben
Obwohl Benedikt X. im Nachhinein als Gegenpapst eingestuft wurde, wurde seine Person in der offiziellen Liste der Päpste weiterhin als der zehnte Benedikt gezählt. Sein spätmittelalterlicher Nachfolger, der das Papstamt von 1303 bis 1304 erstmals wieder mit dem Papstnamen Benedikt ausübte, nannte sich dann Benedikt XI.; und die späteren Träger dieses Papstnamens setzten diese Zählung bis hin zu Benedikt XVI. fort.
Die Gestalten der Tuskulanerpäpste Benedikt X. und seines Vorgängers Benedikt IX. waren in der mittelalterlichen Papstgeschichtsschreibung dermaßen negativ besetzt, dass sich lange Zeit kein Papst mehr Benedikt zu nennen wagte (Ähnliches gilt für den Papstnamen Johannes, der ebenfalls für die Tuskulaner stand und lange unbenutzt blieb).